# 十三木考
十三木 考（とみき こう）は、日本の漫画家。

## 人物
Twitterやpixivのプロフィール欄では「新人漫画家」を名乗っている。
尚、2020年12月には体調を崩して連載を一時的に休止している。

## 作品リスト

### 連載
- トラップヒロイン[5]（『マンガワン』2017年12月31日[6] - 2021年5月30日[7]〈『裏サンデー』では2018年1月14日 - 2021年6月6日[8][9]〉）
- 宮廷をクビになった植物魔導師はスローライフを謳歌する〜のんびり世界樹を育てたら、最強領地ができました〜（原作：蛙田アメコ、キャラクター原案：又市マタロー、『マンガクロス』2023年2月21日 - 連載中）

### 書籍
- 『トラップヒロイン』、小学館〈裏少年サンデーコミックス〉2018年 - 2021年、全4巻
  1. 2018年6月19日発売[10][11]、ISBN 978-4-09-128326-9
  2. 2018年10月12日発売[12]、ISBN 978-4-09-128635-2
  3. 2019年3月19日発売[13]、ISBN 978-4-09-128899-8
  4. 2021年9月16日発売[14]、ISBN 978-4-09-850704-7
- 『宮廷をクビになった植物魔導師はスローライフを謳歌する〜のんびり世界樹を育てたら、最強領地ができました〜』、原作：蛙田アメコ、キャラクター原案：又市マタロー、秋田書店〈少年チャンピオンコミックス〉2023年 - 、既刊4巻（2025年6月6日現在）
  1. 2023年6月8日発売[15][16]、ISBN 978-4-253-29441-6
  2. 2024年3月7日発売[17]、ISBN 978-4-253-29442-3
  3. 2024年10月8日発売[18]、ISBN 978-4-253-29443-0
  4. 2025年6月6日発売[19]、ISBN 978-4-253-29444-7